# ميركو سلفادجي
ميركو سلفادجي (بالإيطالية: Mirko Selvaggi)‏ (و. 1985  م) هو دراج، إيطالي.

## سباقات أو مراحل فاز بها
| التاريخ       | السباق                       | المركز                     |
| ------------- | ---------------------------- | -------------------------- |
| 27 أغسطس 2008 | طواف إينكو 2008              | الثامن في تصنيف الجبال     |
| 14 مارس 2012  | تيرينو ادرياتيكو 2012        | المرتبة 18 في تصنيف الجبال |
| 17 مارس 2012  | لوار أتلانتيك الكلاسيكي 2012 | المركز الثاني              |
| 14 أبريل 2012 | طواف فينيستير 2012           | التاسع في التصنيف العام    |
| 20 مارس 2013  | دفارز دور فلاندرز 2013       | الرابع في التصنيف العام    |
| 03 مايو 2015  | طواف تركيا 2015              | السادس في التصنيف العام    |
| 08 مايو 2016  | أربعة أيام من دونكيرك 2016   | العاشر في التصنيف العام    |

## روابط خارجية
- ميركو سلفادجي على موقع الاتحاد الدولي للدراجات (الإنجليزية)
- ميركو سلفادجي على موقع أرشيف الدراجات (الإنجليزية)
- ميركو سلفادجي على موقع إحصائيات الدراجات الإحترافية (الإنجليزية)
- ميركو سلفادجي على موقع نسبة الدراجات (الإنجليزية)
- ميركو سلفادجي على موقع CycleBase (الإنجليزية)